# 小燕子 (儿歌)
《小燕子》是由王路作词、王云阶作曲的一首是中国大陆儿歌，来自于中国大陆1957年的电影《护士日记》的插曲。

## 背景
《护士日记》时代背景是一五计划的实施，一五时期大力发展工业。《小燕子》的第二段表达了高昌平（汤化达饰）和简素华（王丹凤饰）对未来的美好憧憬和信心以及无私奉献之情。

## 歌词
虽然歌词本身有两段，但最为传唱的只有前半部分。歌曲中重复三遍歌词。